# Сольяно-аль-Рубиконе
Сольяно-аль-Рубиконе (итал. Sogliano al Rubicone) — коммуна в Италии, располагается в регионе Эмилия-Романья, подчиняется административному центру Форли-Чезена.
Население составляет 2872 человека, плотность населения составляет 31 чел./км². Занимает площадь 93 км². Почтовый индекс — 47030. Телефонный код — 0541.
Покровителем населённого пункта считается святой Себастьян. Праздник ежегодно празднуется 20 января.

## Города-побратимы
- Мезиборжи, Чехия
- Зайда, Германия